# ティアラ21
ティアラ21（ティアラにじゅういち）は、埼玉県熊谷市にある複合商業施設およびそれを管理運営する株式会社ティアラ21の名称である。
ティアラとよく呼称される。

## 概要
2004年の彩の国まごころ国体（秋季大会）および彩の国まごころ大会の開催に合わせて、熊谷駅ビルアズ本館から商業施設ニットーモールの間のおよそ10,570m2の土地を熊谷市などが取得し、再開発して作られた。ただし、建設が遅れ、いずれも閉会した後の2004年11月20日に開業した。
運営会社として、株式会社ティアラ21を設立し、地元地権者（地元企業松本米穀精麦株式会社会長）であり、当時熊谷商工会議所名誉会頭でもあった松本光弘を初代社長に迎え、地域に根付かせるべく努力する。
アズ・ニットーモールと同様に多数の店舗テナントを抱えるほか、市の関連施設（熊谷市男女共同参画推進センター・熊谷市パスポートセンター）、保育所（新里第二保育園）、スポーツクラブ（アスリエ 熊谷）、シネマコンプレックス（シネティアラ21）などもある他、14階建の住宅棟を併設している複合施設である。
また、熊谷駅およびアズ本館と3階で直結しており、ティアラ21で一番規模の大きい出入口のティアラ口は、熊谷駅の東口(ティアラ口）としての役割もあり（外側にJR東日本フォーマットの看板も掲げられている）、駅構内まで他の店内通路より幅の広い通路・階段によるアプローチが設けられている。ニットーモールとも2階で野外連絡通路で繋がっていて、アズ本館・ティアラ21・ニットーモール3館セットで熊谷駅直結の一大ショッピングセンターとして機能しており、共同でキャンペーンを行うこともある。